# Tension de polarisation
 (janvier 2018).
Si vous disposez d'ouvrages ou d'articles de référence ou si vous connaissez des sites web de qualité traitant du thème abordé ici, merci de compléter l'article en donnant les références utiles à sa vérifiabilité et en les liant à la section « Notes et références ».
Pour les articles homonymes, voir polarisation.
La tension de polarisation est la tension qui est appliquée sur la grille d'un tube électronique ou d'un transistor à effet de champ ou bien même d'un transistor bipolaire afin de fixer le point de fonctionnement dans une zone de la caractéristique courant/tension.
Différents circuits peuvent être utilisés pour polariser la grille :
- polarisation par courant de grille,
- polarisation par résistance de cathode ou de source,
- polarisation par une tension.